# 武本サブロー
武本 サブロー（たけもと サブロー、本名：渡辺 武幹、1941年2月17日 - 2008年）は、日本の漫画家。島根県益田市出身。

## 来歴
1941年2月17日、島根県益田市に生まれる。手塚治虫に憧れ、小学生の頃より漫画を描いていた。中学生の時に国鉄職員の父の転勤で京都市に移住し、近所に住んでいた石川フミヤスと知り合う。卒業後、京都のアニメーション会社に就職しようとしたが両親に反対され、高校に進学した。
高校卒業後、大阪市の水道局で働きながら漫画を投稿、劇画短編誌『街』（セントラル出版）掲載「黒い氷」で貸本漫画家デビューする。いくつかの短編漫画を発表したのちに本格的に漫画家を目指すべく上京。一峰大二に師事するが、リアルな劇画を描きたいと石川フミヤスに相談し、さいとう・プロダクションに所属。スタッフとして働きながらオリジナルの漫画作品も発表する。
さいとう・プロダクションでは石川と共にチーフアシスタントとして活躍した。晩年は主に「仕掛人・藤枝梅安」を担当。
2008年死去。『ビッグコミック1』2008年8月14日号に、追悼作品「初心」（協力：堀達哉、作画：みやわき心太郎）が掲載された。亡くなる直前まで酸素ボンベを吸引しながらペンをとり続けたという。

## 作品リスト
- どどぶ木戸
- どすこい無法岩
- 雀狼たちのライセンス
- 世紀末のメス シルバー
- スパイ・ザ・ガマ
- 女忍者蘭
- 十手蝶
- 悪姦
- くノ一の追われ者ホタル
- 熊ん蜂始末帳
- 諸国巡察記天女
- 血闘者
- 麗子
- 荒鬼（原作：工藤かずや） - 武本の死により漫画化されていない原作原稿が残された（単行本に収録）。

## 師匠
- さいとう・たかを
- 一峰大二